# Aljaksandr Baraukou
Aljaksandr Sjarhejewitsch Baraukou (belarussisch Аляксандр Сяргеевіч Бараўкоў, russisch Александр Сергеевич Боровков/Alexander Sergejewitsch Borowkow; * 28. Januar 1982 in Moskau, Russische SFSR) ist ein russisch-belarussischer Eishockeyspieler, der seit August 2012 beim HK Junost Minsk in der Wysschaja Hockey-Liga unter Vertrag steht.

## Karriere
Aljaksandr Baraukou begann seine Karriere als Eishockeyspieler in seiner Heimatstadt in der Nachwuchsabteilung des HK ZSKA Moskau, für dessen Profimannschaft er von 2000 bis 2002 in der Wysschaja Liga, der zweiten russischen Spielklasse, aktiv war. Nach dem Aufstieg in die Superliga in der Saison 2001/02 verließ er den Verein und blieb beim Wysschaja Liga-Teilnehmer HK Lipezk, verließ diesen jedoch bereits Mitte der Saison 2002/03 wieder, um in den folgenden fünfeinhalb Jahren für HK Chimwolokno Mahiljou in der belarussischen Extraliga zu spielen. In seinen ersten beiden Spielzeiten bei den Belarussen lief er für diese parallel in der East European Hockey League auf. Die Saison 2007/08 beendete er bei dessen Extraliga-Rivalen HK Junost Minsk.
Zur Saison 2008/09 unterschrieb Baraukou einen Vertrag beim HK Sibir Nowosibirsk aus der neu gegründeten Kontinentalen Hockey-Liga. In der KHL-Premierenspielzeit erzielte er in 56 Spielen 17 Scorerpunkte, davon sieben Tore, für seine Mannschaft. Die folgende Spielzeit begann der Linksschütze erneut beim HK Junost Minsk in der belarussischen Extraliga und beendete sie bei dessen Stadtnachbarn HK Dinamo Minsk, für den er bis Saisonende zu vier Einsätzen in der KHL kam. Anschließend kehrte er erneut zum HK Junost Minsk zurück, mit dem er auf europäischer Ebene 2011 den IIHF Continental Cup gewann. Auch auf nationaler Ebene war er mit Junost erfolgreich und gewann mit der Mannschaft den belarussischen Meistertitel.
Zur Saison 2011/12 wechselte Baraukou zum HK Donbass Donezk aus der neuen zweiten russischen Spielklasse, der Wysschaja Hockey-Liga.

### International
Für Belarus nahm Baraukou an der Weltmeisterschaft 2007 teil, bei der er mit seiner Mannschaft den elften Platz belegte. Im Turnierverlauf blieb er in sechs Spielen punktlos und erhielt zwei Strafminuten.

## Erfolge und Auszeichnungen
- 2002 Aufstieg in die Superliga mit dem HK ZSKA Moskau
- 2011 IIHF-Continental-Cup-Gewinn mit dem HK Junost Minsk
- 2011 Belarussischer Meister mit dem HK Junost Minsk

## KHL-Statistik
(Stand: Ende der Saison 2010/11)